# La Panadella
La Panadella es un núcleo de población considerado como entidad de población situado en el municipio de Montmaneu, en la comarca de Noya, en lo alto de la Panadella, a unos 710 metros de altitud en lo alto de la meseta de la Segarra. Se encuentra a medio camino entre Barcelona y Lérida .  El puerto de la Panadella divide las cuencas de los ríos Segre y Llobregat  y las zonas dialectales del catalán oriental y catalán occidental . En 2015 tenía 41 habitantes. 
Situado al pie de la carretera Nacional II, en la Panadella surgieron diversos negocios relacionados con la atención al viajero. Ejemplos de estos son estaciones de servicio, restaurantes y hostales. No obstante, estas actividades entraron en cierto declive con la inauguración del último tramo catalán de la Autovía del Nordeste (A-2).

La Panadella cuenta con un radar meteorológico que instaló el Servicio Meteorológico de Cataluña el 29 de octubre de 2003. Está situado a 825 metros de altitud. Desde esta privilegiada situación, el radar de la Panadella ofrece una buena cobertura del Prepirineo occidental y de las tierras del Poniente de Cataluña  El servicio meteorológico también tiene instalada una estación meteorológica automática, inaugurada en 2008 y situada a 785 metros de altitud.

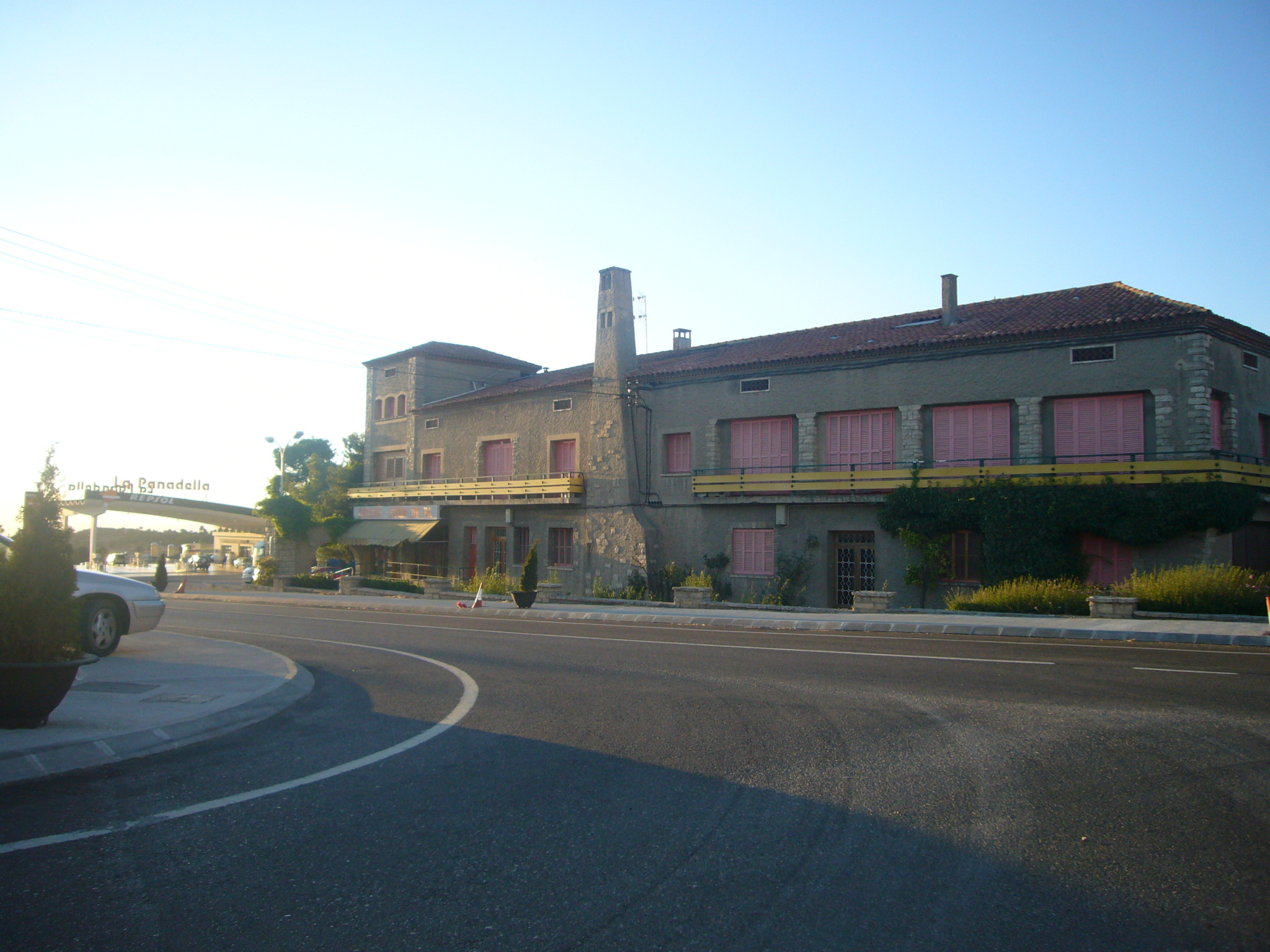
Estación de servicio de la Panadella
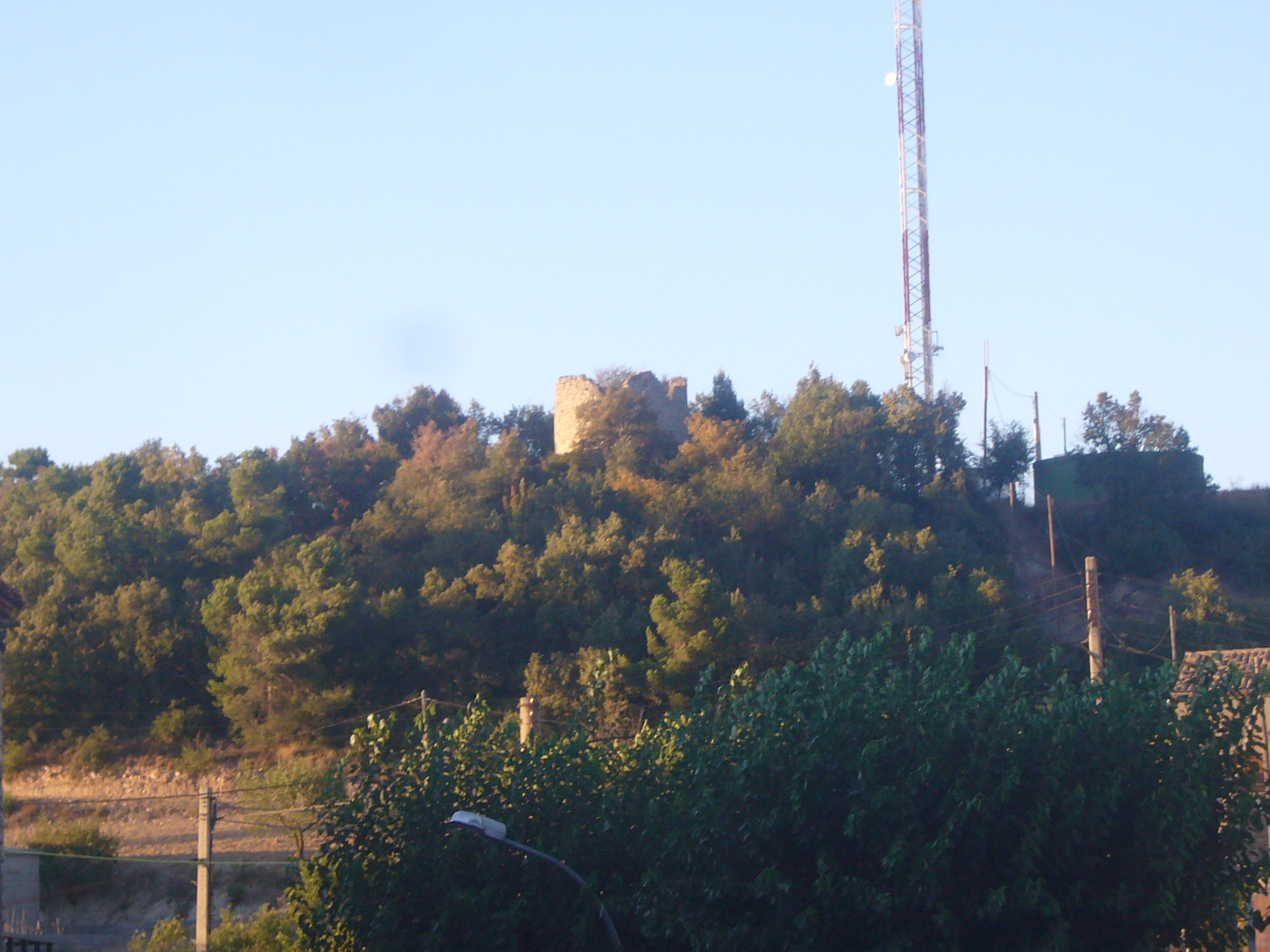
Torre de la Panadella vista desde el núcleo de la Panadella
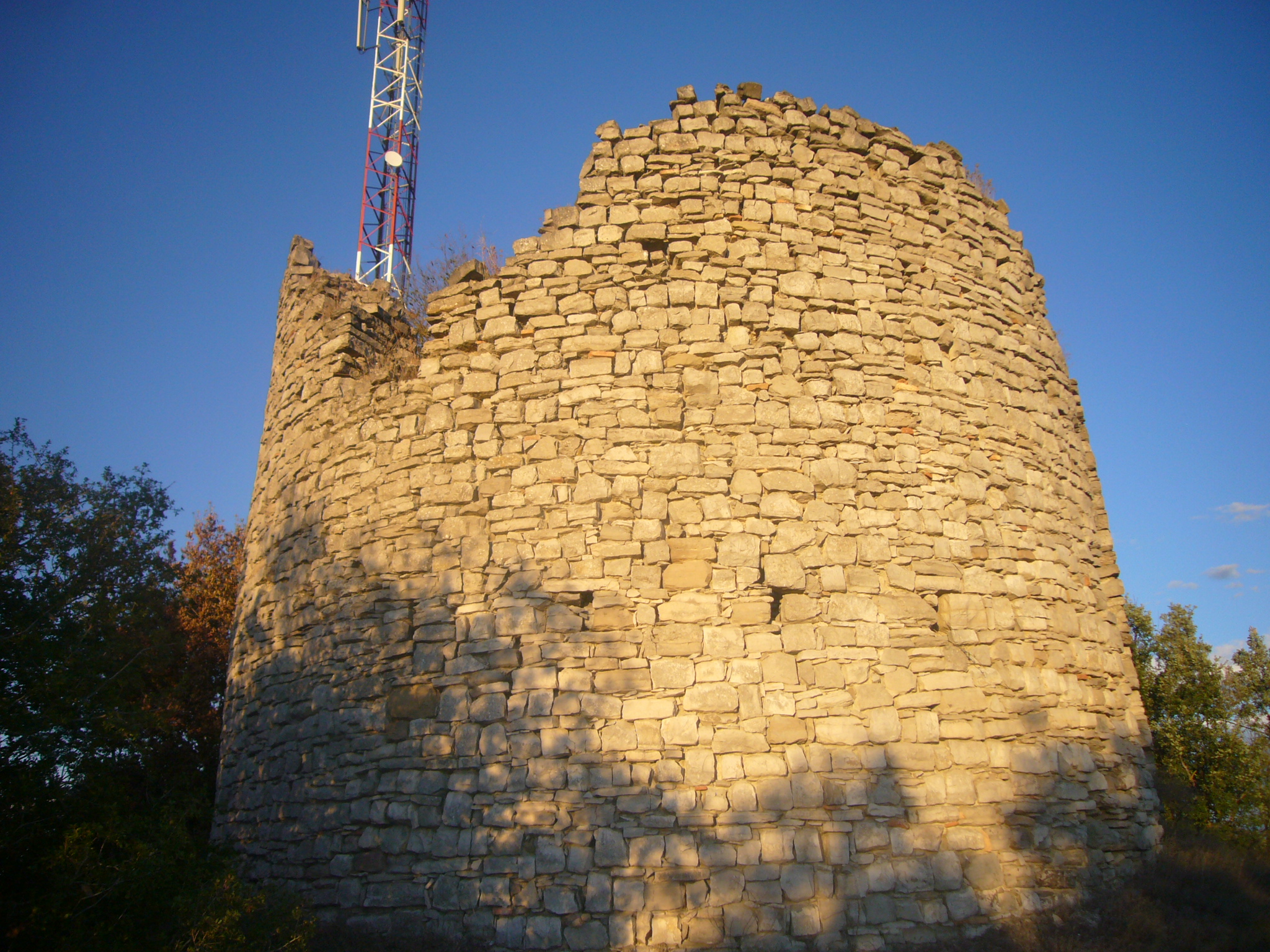
Detalle de la Torre de la Panadella
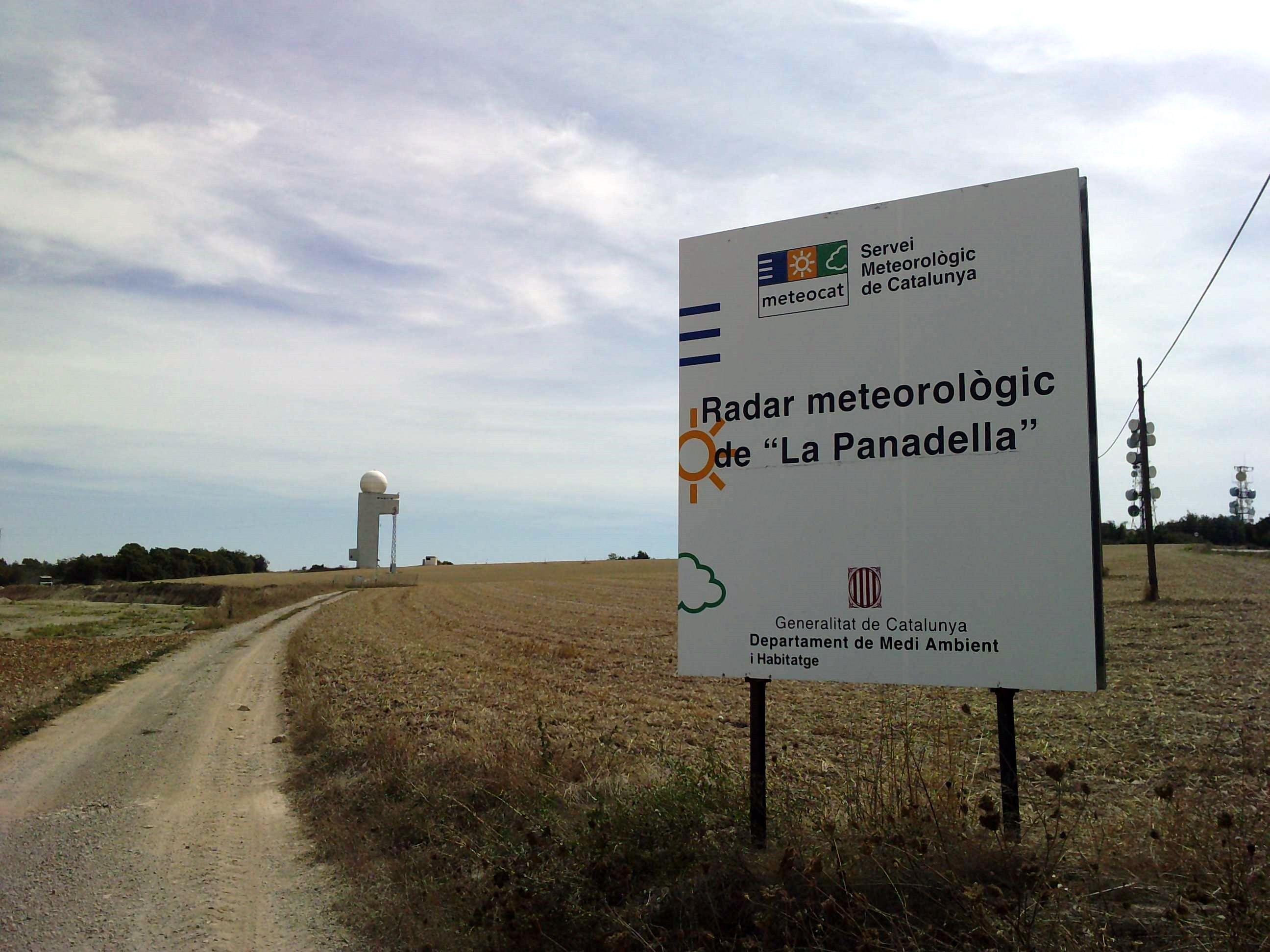
Camino en el radar meteorológico de La Panadella